# Rattus hoogerwerfi
Rattus hoogerwerfi är en däggdjursart som beskrevs av Frederick Nutter Chasen 1939. Rattus hoogerwerfi ingår i släktet råttor, och familjen råttdjur. IUCN kategoriserar arten globalt som sårbar. Inga underarter finns listade i Catalogue of Life.
Denna råtta förekommer på nordvästra Sumatra. Den vistas i bergstrakter mellan 2500 och 3000 meter över havet. Habitatet utgörs av bergsskogar och av angränsande hedområden.